# Povilas Vadopalas
Povilas Vadopalas (* 25. Juli 1945 in Aukštuoliai, Rajongemeinde Pasvalys; † 28. Juli 2025 in Panevėžys) war ein litauischer Politiker und Bürgermeister von Panevėžys.

## Leben
Nach dem Abitur 1964 an der Mittelschule Pasvalys absolvierte er 1972 ein Studium am Politechnikinstitut Leningrad und wurde Radioingenieur. Von 1964 bis 1967 leistete er den Sowjetarmeedienst. Von 1982 bis 1991 arbeitete er im Rajon Kupiškis, von 1991 bis 1998 hatte er eigenes Einzelunternehmen. Von 2007 bis 2008 war er stellvertretender Bürgermeister von Panevėžys, von 2008 bis 2010 und ab 2011 Bürgermeister von Panevėžys.
Ab 1988 war er Mitglied von Sąjūdis, ab 1995 von LSDP.